# Doryteuthis opalescens
Doryteuthis opalescens is een inktvissensoort uit de familie van de Loliginidae. De wetenschappelijke naam van de soort is voor het eerst geldig gepubliceerd in 1911 door Berry.